# Triplet de Cooke
Le triplet de Cooke est une combinaison d'objectifs photographiques, mise au point et brevetée par Harold Dennis Taylor en 1893 (brevet : GB 22,607), alors qu'il travaillait chez Thomas Cooke and Sons of York puis manufacturée par Taylor, Taylor and Hobson. Il représente une avancée importante dans l'histoire des objectifs photographiques par la faible proportion des aberrations et de la distorsion présentes sur l'image, comparativement aux objectifs de l'époque.

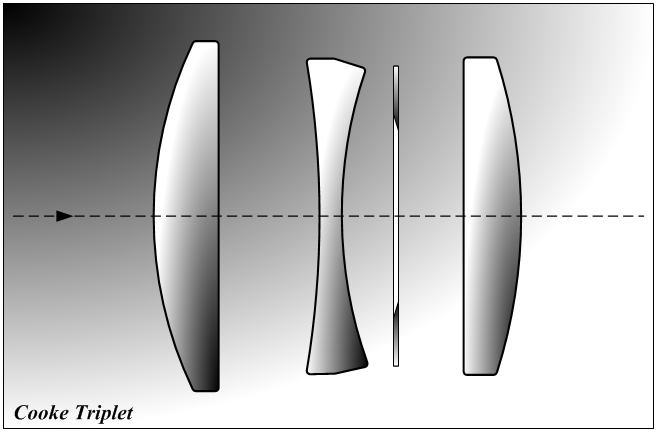
Combinaison optique du triplet de Cooke.

## Historique
Le triplet de Cooke fut inventé en 1893 par Harold Dennis Taylor qui était alors ingénieur et expert en optique chez le fabricant de télescopes Thomas Cooke and Sons (TCS). Rendant compte de sa découverte à la Taylor, Taylor and Hobson (TTH), un fabricant d'objectif photographique, il utilisa un modèle de démonstration conçu par lui-même pour prendre une photo. Le premier triplet de Cooke possédait une focale de 7 pouces un quart, soit environ 184,1 millimètres, et une ouverture de F/7,7. La qualité du cliché pris avec ce modèle de démonstration atteignit les performances d'un objectif de l'époque le Ross Portable Symmetrical de focale identique mais d'ouverture au moins égale à F/32.
Bien que Taylor ait déposé un brevet, les droits de fabrications sont cédés à la TTH qui manufactura le premier objectif basé sur cette combinaison en 1894. Les lentilles furent, par contrat, commercialisées sous le nom de « Cooke » alors que les tout premiers modèles étaient marqués de « H. D. Taylor's patent ».
En 1895, le triplet de Cooke fut récompensé de la médaille de la Royal Photographic Society pour les « avancées de ces dernières années dans le domaine des lentilles ».

## Combinaison
Le triplet de Cooke est composé d'une lentille divergente de verre flint située entre deux lentilles convergentes de verre crown. C'est une combinaison optique qui permet de corriger correctement les sept principales aberrations de Seidel sur un champ assez large. Le principe du design de cette combinaison repose sur la correction de la courbure de Petzval par l'alternance entre des lentilles convergente et divergente suffisamment espacées ainsi que sur la symétrie autour d'un diaphragme central qui permet de contrôler les aberrations d'ordre impair (c'est-à-dire la coma, la distorsion et l'aberration chromatique transverse).
La combinaison en elle-même est aisée à analyser en première approche car il est possible de raisonner comme si l'on avait des lentilles minces. La lentille centrale, divergente doit nécessairement être fortement dispersive pour compenser la dispersion plus faible des deux lentilles convergentes, il faut donc choisir un verre flint à constringence suffisamment basse.
Malgré la suppression ou la réduction drastique de la plupart des aberrations du troisième ordre, la présence d'aberration du cinquième ordre limite l'ouverture de ce type d'objectifs à F/3,5.
Cet objectif représente la limite des objectifs qu'il est possible de calculer analytiquement, toute combinaison plus complexe nécessite des outils de calcul optique plus poussés.